# La rivincita (film 1914)
La rivincita è un film muto italiano del 1914 diretto  da Eugenio Testa.